# Gamzigrad (stanowisko archeologiczne)

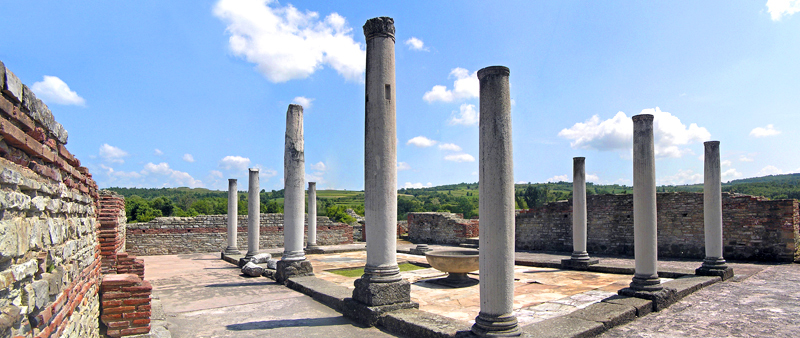
Pałacowe atrium z wodotryskiem

Gamzigrad (serb. Гамзиград), Felix Romuliana – stanowisko archeologiczne niedaleko Zaječaru we wschodniej Serbii, z zespołem późnorzymskich budowli wzniesionych w III/IV wieku przez cesarza Galeriusza, obejmujących ufortyfikowany pałac cesarski, świątynie, łaźnie, tetrapylon oraz mauzolea władcy i jego matki.
W 2007 roku obiekt został wpisany na listę światowego dziedzictwa kulturowego UNESCO.

## Historia
Tetrarchia jako system władzy w cesarstwie rzymskim wprowadzany stopniowo przez cesarza Dioklecjana od 286 roku, polegała na równoczesnych rządach czterech władców: dwóch wyższej rangi augustów i dwóch niższej rangi cezarów, przy czym ci pierwsi mieli sprawować władzę przez 20 lat i abdykować na rzecz swych cezarów. Na okres po abdykacji cesarz miał wybudować sobie rezydencję w miejscu urodzenia.
Galeriusz zlecił budowę tego kompleksu jako swej rezydencji po abdykacji, która miała nastąpić w 313 roku. Powstał on na przełomie III i IV wieku, a przy jego budowie pracowali legioniści, którymi Galeriusz dowodził podczas wyprawy na Bliski Wschód, kiedy w 297 roku pokonał Persów.
Kompleks został nazwany Felix Romuliana na cześć matki cesarza – Romuli. W 1986 roku na archiwolcie w południowo-zachodniej części zespołu odkryto identyfikujący go napis FELIX ROMVLIANA otoczony wieńcem laurowym podtrzymywanym przez dwa pawie.
W drugiej połowie IV wieku kompleks popadł w ruinę, a po inwazji Gotów i Hunów powstała tam niewielka bizantyńska osada, wspomniana jako Romuliana w wykazie miejscowości odbudowanych przez cesarza Justyniana w VI wieku. W XI wieku znajdowała się tam osada słowiańska, nazwana przez Słowian Gamzigradem. Z czasem została opuszczona i zapomniana na prawie tysiąc lat, a odkryta dopiero w XIX wieku.
Prace archeologiczne prowadzone są systematycznie od 1953 roku.

## Architektura
Kompleks podzielony jest na dwie części – północną, gdzie znajdowała się rezydencja cesarza wraz z małą świątynią, oraz południową z wielką świątynią, termami i mauzoleum. Pałac cesarski i wszystkie budynki w części północnej zorientowane są w stronę wzgórza w części południowej, gdzie wzniesiono mauzolea cesarza i jego matki. Części rozdziela droga łącząca wschodnią i zachodnią bramę wjazdową. Na jej skrzyżowaniu z inną drogą prowadzącą na wzgórze postawiono masywny tetrapylon. Kompleks otaczał podwójny system fortyfikacji, dwa pasy murów obronnych – starszy, wewnętrzny, oraz wybudowany później w technice opus mixtum mur zewnętrzny.

### Pałac cesarski
Wejście do pałacu znajdowało się po stronie wschodniej. Podłogę sali wejściowej pokrywała mozaika z przedstawieniem labiryntu w części środkowej, której fragmenty zachowały się do dziś. Stamtąd prowadził korytarz do wielkiej sali zamkniętej od południa apsydą, będącej najprawdopodobniej salą tronową. Do niej przylegało ośmiokątne apodyterium z ogrzewaniem podłogowym, którego posadzkę również pokrywała mozaika, m.in. z przedstawieniami venatio. Z sali dwa wyjścia prowadziły do atrium z fontanną i labrum. Po północnej stronie atrium znajdowała się sala biesiadna – triclinium z ozdobną mozaiką podłogową z przedstawieniami zwierząt i ludzi; przy wejściu umieszczono scenę walki Dionizosa z lampartem. Środek sali był podwyższony i pokryty płytami z różnokolorowego marmuru ułożonymi w technice opus sectile.

### Mauzolea
Mauzoleum Romuli wzniesiono w 305 roku. Dotychczas zachowały się jedynie fragmenty podium oraz pozostałości krypty grobowej. Po stronie południowo-zachodniej mauzoleum wzniesiono okrągły tumulus, a dalej na południe – tumulus Galeriusza.
Mauzoleum cesarza zostało wzniesione w 311 roku. Fundament zbudowano w formie pierścienia o średnicy zewnętrznej 5,65 m i wewnętrznej 2,28 m. W środku znajdowało się podium wraz z kryptą, w której umieszczono kamienny sarkofag.